# Natalka Bilotserkivets
Natalka Hennadiivna Bilotserkivets, en ukrainien : Наталка Геннадіївна Білоцерківець, née le 8 novembre 1954 à Kuianivka dans l'oblast de Soumy, est une écrivaine, poétesse et traductrice ukrainienne.

## Biographie
Natalka Bilotserkivets est née dans le village de Kuianivka près de Soumy et a fait des études de philologie  à l'université de Kiev. Elle a épousé le poète et essayiste Mykola Riabtchouk et vit à Kiev. Elle travaille comme rédactrice pour le magazine "Culture ukrainienne". 
Son premier recueil de poèmes "Ballade sur les Invincibles" (Balada pro neskorenykh) a été publié en 1976, alors qu'elle était encore à l'université. Elle a également publié les recueils "Le Feu souterrain" (Підземний вогонь) en 1984 et "Novembre" (Листопад) en 1989. 
Les collections "Allergie" (Алергія) en 1999 et "Hôtel central" (Готель Централь) en 2004 ont remporté les concours du Livre du mois en 2000 et 2004 respectivement. 
Ses poèmes se trouvent dans l'anthologie de la poésie ukrainienne Ils sont traduits dans de nombreuses langues.
Outre la poésie, Natalka Bilotserkivets est également l'auteur d'essais littéraires critiques sur la littérature ukrainienne et étrangère, dont les œuvres de Jean-Paul Sartre, J.D. Salinger, Patrick Süskind, Herman Hesse, Youri Trifonov et Otar Tchiladzé. Elle a traduit également vers l'ukrainien, notamment des œuvres de César Vallejo et Czesław Miłosz. 

## Sources
1. ↑  Archives internationales de poésie
2. ↑  Who's who in contemporary xomen writing
3. ↑  Poèmes de Natalka Bilotserkivets
4. ↑  Poème : L’Amour à Kiev.